# Persone di cognome Gatti
| Questa pagina contiene informazioni ricavate automaticamente dalle voci biografiche con l'ausilio del template Bio e di un bot. L'aggiornamento è periodico e automatico e ricostruisce completamente la pagina. Se manca una persona in questa lista, sei pregato di non aggiungerla, ma accertati piuttosto che la sua voce biografica contenga il template Bio e che i dati anagrafici siano correttamente compilati. Se il template Bio manca, inseriscilo tu stesso o, in alternativa, metti l'avviso {{tmp\|Bio}} che ne segnala la mancanza. Se i dati riportati sono sbagliati, correggi direttamente la voce biografica; le modifiche saranno visibili in questa lista entro pochi giorni. Per chiarimenti vedi il progetto antroponimi. La lista contiene solo le 77 persone che sono citate nell'enciclopedia e per le quali è stato implementato correttamente il template Bio. Pagina aggiornata al 23 lug 2025. |

Questa è una lista di persone presenti nell'enciclopedia che hanno il cognome Gatti, suddivise per attività principale.

## Allenatori di calcio(2)
- Mauro Gatti, allenatore di calcio e ex calciatore italiano (Firenze, n. 1937)
- Roberto Gatti, allenatore di calcio e ex calciatore italiano (Torino, n. 1964)

## Archeologi(2)
- Giuseppe Gatti, archeologo, epigrafista e storico italiano (Roma, n. 1838 - Oriolo Romano, † 1914)
- Guglielmo Gatti, archeologo italiano (Roma, n. 1905 - † 1981)

## Armonicisti(1)
- Luigi Gatti, armonicista e cabarettista italiano (Innsbruck, n. 1920 - Bolzano, † 2008)

## Attori(1)
- Luigi Gatti, attore italiano (Roma, n. 1909 - Roma, † 1977)

## Attrici(3)
- Daniela Gatti, attrice e doppiatrice italiana (Milano, n. 1944)
- Manuela Gatti, attrice italiana (Roma, n. 1955)
- Martina Gatti, attrice italiana (Roma, n. 1996)

## Baritoni(1)
- Giorgio Gatti, baritono italiano (Poggio a Caiano, n. 1948 - Roma, † 2021)

## Calciatori(10)
- José Olegario Gatti, calciatore argentino
- Alfredo Gatti, calciatore italiano (Vercelli, n. 1911 - Vercelli, † 2002)
- Cornelio Gatti, calciatore italiano (Bressana Bottarone, n. 1914)
- Erminio Gatti, calciatore italiano
- Federico Gatti, calciatore italiano (Rivoli, n. 1998)
- Gianfranco Gatti, calciatore italiano (Como, n. 1930 - Como, † 2017)
- Gianluca Gatti, ex calciatore sammarinese (n. 1973)
- Hugo Gatti, calciatore argentino (Buenos Aires, n. 1944 - Buenos Aires, † 2025)
- José María Gatti, ex calciatore argentino (n. 1948)
- Martino Gatti, ex calciatore italiano (n. 1971)

## Cantautori(1)
- Filippo Gatti, cantautore, musicista e produttore discografico italiano (Roma, n. 1970)

## Ceramisti(1)
- Riccardo Gatti, ceramista e scultore italiano (Faenza, n. 1886 - Faenza, † 1972)

## Cestiste(4)
- Giulia Gatti, ex cestista italiana (Bergamo, n. 1989)
- Laura Gatti, cestista italiana (Brescia, n. 2001)
- Paula Gatti, ex cestista argentina (Buenos Aires, n. 1978)
- Valentina Gatti, cestista italiana (Cantù, n. 1988)

## Cestisti(2)
- Alberto Gatti, ex cestista italiano (Busto Garolfo, n. 1965)
- Guido Carlo Gatti, cestista italiano (Gubbio, n. 1938 - Varese, † 2024)

## Compositori(1)
- Luigi Gatti, compositore italiano (Lazise, n. 1740 - Salisburgo, † 1817)

## Direttori d'orchestra(1)
- Daniele Gatti, direttore d'orchestra italiano (Milano, n. 1961)

## Direttori della fotografia(1)
- Marcello Gatti, direttore della fotografia italiano (Roma, n. 1924 - Roma, † 2013)

## Dirigenti sportivi(1)
- Fabio Gatti, dirigente sportivo e ex calciatore italiano (Perugia, n. 1982)

## Drammaturghi(1)
- Armand Gatti, drammaturgo, scenografo e regista francese (Monaco, n. 1924 - Saint-Mandé, † 2017)

## Filosofi(1)
- Stanislao Gatti, filosofo italiano (Napoli, n. 1820 - Benevento, † 1870)

## Fotografi(1)
- Massimo Gatti, fotografo e imprenditore svizzero (Roma, n. 1943 - Milano, † 2015)

## Funzionari(1)
- Luigi Gatti, prefetto italiano (Milano, n. 1913 - Dongo, † 1945)

## Generali(1)
- Angelo Gatti, generale, saggista e romanziere italiano (Capua, n. 1875 - Milano, † 1948)

## Giornalisti(4)
- Claudio Gatti, giornalista italiano (Roma, n. 1955)
- Cristiano Gatti, giornalista e scrittore italiano (n. 1957)
- Fabrizio Gatti, giornalista e scrittore italiano (Milano, n. 1966)
- Guido Gatti, giornalista, critico musicale e musicologo italiano (Chieti, n. 1892 - Grottaferrata, † 1973)

## Imprenditori(2)
- Luigi Gatti, imprenditore italiano (Montalto Pavese, n. 1875 - Oceano Atlantico, † 1912)
- Stefano Gatti-Casazza, imprenditore, militare e politico italiano (Mantova, n. 1840 - Ferrara, † 1918)

## Incisori(1)
- Oliviero Gatti, incisore italiano (Piacenza)

## Ingegneri(1)
- Emilio Gatti, ingegnere e fisico italiano (Torino, n. 1922 - Milano, † 2016)

## Magistrati(1)
- Salvatore Gatti, magistrato e politico italiano (Anagni, n. 1879 - Anzio, † 1951)

## Medici(1)
- Angelo Gatti, medico italiano (Ronta, n. 1724 - Napoli, † 1798)

## Musicisti(1)
- Paolo Gatti, musicista italiano (Roma, n. 1955)

## Musicologi(1)
- Carlo Gatti, musicologo e critico musicale italiano (Firenze, n. 1876 - Milano, † 1965)

## Patologi(1)
- Girolamo Gatti, patologo e politico italiano (Gonzaga, n. 1866 - Firenze, † 1956)

## Pianisti(1)
- Angel Pocho Gatti, pianista, arrangiatore e direttore d'orchestra argentino (Buenos Aires, n. 1930 - Parigi, † 2000)

## Pittori(7)
- Annibale Gatti, pittore italiano (Forlì, n. 1827 - Firenze, † 1909)
- Aurelio Gatti, pittore italiano (Cremona, n. 1556 - Piacenza, † 1602)
- Bernardino Gatti, pittore italiano (Pavia - Cremona, † 1576)
- Fortunato Gatti, pittore italiano (Parma, n. 1597 - Parma, † 1651)
- Gervasio Gatti, pittore italiano (Cremona - † 1630)
- Giacomo Gatti, pittore italiano (Mantova - Mantova, † 1817)
- Saturnino Gatti, pittore e scultore italiano (San Vittorino - L'Aquila)

## Politiche(1)
- Maria Grazia Gatti, politica e sindacalista italiana (Isola del Liri, n. 1956)

## Politici(6)
- Antonio Gatti, politico italiano (Teramo, n. 1946)
- Gabriele Gatti, politico sammarinese (Città di San Marino, n. 1953)
- Giovanni Gatti, politico italiano (Susa, n. 1918 - † 1997)
- Giuseppe Gatti, politico italiano (Fagnano Olona, n. 1926 - † 2023)
- Marco Gatti, politico sammarinese (Città di San Marino, n. 1967)
- Natalino Gatti, politico italiano (Castelfranco Emilia, n. 1939)

## Presbiteri(1)
- Clemente Gatti, presbitero e religioso italiano (Caselle di Pressana, n. 1880 - Saccolongo, † 1952)

## Pugili(1)
- Arturo Gatti, pugile italiano (Cassino, n. 1972 - Porto de Galinhas, † 2009)

## Registi(1)
- Giacomo Gatti, regista italiano (Milano, n. 1972)

## Religiosi(1)
- Bassiano Gatti, religioso, scrittore e poeta italiano (Piacenza, n. 1563 - Bologna, † 1642)

## Scacchisti(1)
- Daniele Guglielmo Gatti, scacchista e compositore di scacchi italiano (Tradate, n. 1987)

## Sciatori alpini(1)
- Matteo Gatti, sciatore alpino sanmarinese (San Marino, n. 2001)

## Scrittori(1)
- Alessandro Gatti, scrittore, traduttore e sceneggiatore italiano

## Scrittrici(1)
- Rina Gatti, scrittrice italiana (Torgiano, n. 1923 - Perugia, † 2005)

## Sollevatori(1)
- Luigi Gatti, sollevatore italiano (Conegliano)

## Soprani(1)
- Gabriella Gatti, soprano italiano (Roma, n. 1905 - Roma, † 2003)

## Triplisti(1)
- Pierluigi Gatti, ex triplista e lunghista italiano (Tortona, n. 1938)

## Violinisti(1)
- Enrico Gatti, violinista italiano (Perugia, n. 1955)